# Atelopus subornatus
Atelopus subornatus is een kikker uit de familie padden (Bufonidae) en het geslacht klompvoetkikkers (Atelopus). De soort werd voor het eerst wetenschappelijk beschreven door Franz Werner in 1899.
Atelopus subornatus leeft in delen van Zuid-Amerika en komt endemisch voor in Colombia. De kikker is bekend van een hoogte van 2300 tot 2800 meter boven zeeniveau. De soort komt in een relatief klein gebied voor en is hierdoor kwetsbaar. Door de internationale natuurbeschermingsorganisatie IUCN wordt de soort beschouwd als 'Kritiek'.
Atelopus subornatus is bekend van twee locaties die ongeveer 20 kilometer van elkaar af liggen. De kikker is niet meer gezien sinds 1999.